# Leutra (Saale, Jena)
Die Leutra ist ein knapp 8 km langer Bach in Thüringen, der nach anfangs ostnordöstlichen, später ostsüdöstlichem Lauf in der Stadtmitte der kreisfreien Stadt Jena von links in die mittlere Saale mündet.

## Verlauf
Die Leutra entsteht in beständigem Lauf etwa 400 Meter ostnordöstlich des Ortsrandes von Großschwabhausen im Landkreis Weimarer Land auf etwa 294 m in einer Weggabel kurz vor einigen Klärteichen links am Lauf. Schon oberhalb läuft in der hier stark eingesenkten Talmulde ein Graben mit unbeständiger Wasserführung vom Ort her, dessen unterer Teil zusammen mit einem längeren mündenden Hanggraben eine Länge von 2,0 km erreicht. Dessen auch höchster Ursprung liegt auf 367 m am Rand des Naturschutzgebietes Großschwabhäuser Hain.
Die Leutra fließt zunächst ostnordöstlich und gräbt sich immer tiefer in den Schwabhäuser Grund. Ehe sie in den Talwald eintritt, erfährt sie vom rechten Hang her Zufluss aus dem Schlettweiner Born. Die Bahnstrecke Weimar–Gera steigt von Anfang bis Ende neben dem Bach ins Tal ab. Gleich nachdem er die B 7 auf etwa 294 m unterquert hat, läuft der Bundesstraße entlang ein kürzerer nördlicher Ast ebenfalls des Namens Leutra zu, der in einer Talspinne etwa einen Kilometer weiter nördlich aus drei Quellbächen zusammenläuft. Die vereinte Leutra fließt nun ostsüdöstlich durch das Mühltal, begleitet von Bahnlinie und Bundesstraße, zunächst noch im Wald etwa entlang der Gemeindegrenze von Großschwabhausen zu Jena, dann durch offenen Talgrund unter Waldhängen. An einer etwas versetzten Talspinne schon ganz auf Jenaer Gebiet laufen Bäche aus dem Rosental von links und dann dem Münchenrodaer Grund von rechts zu, beides Kerbtäler wie das der Leutra selbst.
Bald danach erreicht der Bach die Siedlungsgrenze von Jena. Nachdem das Trockental Cospedaer Grund von links zugelaufen ist, weitet und verflacht sich der Talgrund vor allem links und die Bebauung wird breiter und dichter. Am Carl-Zeiss-Platz verschwindet die Leutra in einer Verdolung („Leutratunnel“) unter der Ernst-Haeckel-Straße, aus der sie erst wieder an der Erbertstraße tritt. Nun unterquert sie noch die Saalbahn am Rand zu den Parkanlagen im Saaletalgrund und mündet dann von links und auf etwa 143 m zwischen Rasenmühleninsel und Paradies in die mittlere Saale, etwa 200 Meter östlich des Alexander-Puschkin-Platzes und wenig mehr südwestlich des Paradiesbahnhofs.

## Eigenschaften
Die Leutra entwässert ein Einzugsgebiet von fast 38 km², verliert auf ihrem etwa 7,8 km langen Lauf etwa 151 m an Höhe und hat deshalb ein ansehnliches mittleres Sohlgefälle von etwa 19 ‰. Ihr die Ilm-Saale-Ohrdrufer Platte durchschneidendes Tal ist in den anstehenden Muschelkalk eingekerbt.

## Geschichte
Die Stadt Jena hat an diesem Bachlauf ihren Ursprung, denn schon Jahrhunderte vor der Verleihung des Stadtrechts siedelten sich auf dem Schwemmfächer des Leutrabachs Menschen an. Besagte Siedlung lag an der äußersten Grenze des so genannten Alten Deutschen Volksgebiets (um 700 n. Chr.) und erweiterte sich kontinuierlich zum heutigen Jena. Der Name der Lutherstraße in Jena-West leitet sich von älteren Bezeichnungen der Leutra wie Litter oder Lotter ab. 
Im Stadtzentrum von Jena gibt es den Straßenzug Leutragraben.

## Hochwasser
Die Leutra kann nach Starkregen beträchtliche Hochwässer bringen, wenn auch nur selten und unregelmäßig. Schultze nennt 1955 seit dem Mittelalter acht Ereignisse: 1265 (26. Mai), 1552 (28. April), 1613 (19. Mai), 1703, 1830, 1840 (25. September), 1909 (5. Februar und 25. September); beim letzten Ereignis wurden am Lommerweg mehrere Häuser durch Unterspülung beschädigt. In den 1980er Jahren verwüstete eine Flutwelle den Schwabhäuser Grund und machte ihn für längere Zeit unpassierbar. Am 13. April 1994 verstopfte die Hochwasser führende Leutra den Einlauf des Leutratunnels in der Jahnstraße mit großen Mengen Schwemmgut, das nicht sofort beseitigt werden konnte, und floss durch die Straßen (Neugasse, Grietgasse, Knebelstraße, Fischergasse) in die Kanalisation und zur Saale ab. Dabei wurde die Baugrube der Goethe-Galerie mit Wasser gefüllt. Danach wurden die Uferbereiche von Unrat beräumt und stellenweise in möglichst naturnaher Form befestigt sowie das Einlaufbauwerk in den Tunnel erneuert und verbessert.